# العلاقات الليبيرية النيوزيلندية
العلاقات الليبيرية النيوزيلندية هي العلاقات الثنائية التي تجمع بين ليبيريا ونيوزيلندا.

## مقارنة بين البلدين
هذه مقارنة عامة ومرجعية للدولتين:
| وجه المقارنة                                              | ليبيريا      | نيوزيلندا                                              |
| --------------------------------------------------------- | ------------ | ------------------------------------------------------ |
| المساحة (كم2)                                             | 111.37 ألف   | 268.02 ألف                                             |
| عدد السكان (نسمة)                                         | 4.73 مليون   | 4.24 مليون                                             |
| الكثافة السكانية (ن./كم²)                                 | 42.47        | 15.82                                                  |
| العاصمة                                                   | مونروفيا     | ويلينغتون، أوكلاند                                     |
| اللغة الرسمية                                             | لغة إنجليزية | لغة إنجليزية، اللغة الماورية، لغة الإشارة النيوزيلندية |
| العملة                                                    | دولار ليبيري | دولار نيوزيلندي، الجنيه النيوزيلندي                    |
| الناتج المحلي الإجمالي (بليون دولار)                      | 2.16 مليار   | 205.85 مليار                                           |
| الناتج المحلي الإجمالي (تعادل القوة الشرائية) بليون دولار | 3.76 مليار   |                                                        |
| الناتج المحلي الإجمالي الاسمي للفرد دولار أمريكي          | 455          |                                                        |
| الناتج المحلي الإجمالي للفرد دولار أمريكي                 | 842          |                                                        |
| مؤشر التنمية البشرية                                      | 0.430        | 0.914                                                  |
| رمز المكالمات الدولي                                      | +231         | +64                                                    |
| رمز الإنترنت                                              | .lr          | .nz                                                    |
| المنطقة الزمنية                                           | 00           | ت ع م+13:00، ت ع م+12:00                               |

## منظمات دولية مشتركة
يشترك البلدان في عضوية مجموعة من المنظمات الدولية، منها:
| علم المنظمة | اسم المنظمة                               | تاريخ انضمام ليبيريا | تاريخ انضمام نيوزيلندا |
| ----------- | ----------------------------------------- | -------------------- | ---------------------- |
|             | مؤسسة التنمية الدولية                     | 28 مارس 1962         | 1 أكتوبر 1974          |
|             | مؤسسة التمويل الدولية                     | 28 مارس 1962         | 31 أغسطس 1961          |
|             | منظمة حظر الأسلحة الكيميائية              | ?                    | ?                      |
|             | الأمم المتحدة                             | 2 نوفمبر 1945        | 24 أكتوبر 1945         |
|             | الاتحاد الدولي للاتصالات                  | 10 أكتوبر 1927       | 3 يونيو 1878           |
|             | منظمة الشرطة الجنائية الدولية             | ?                    | ?                      |
|             | البنك الدولي للإنشاء والتعمير             | 28 مارس 1962         | 31 أغسطس 1961          |
|             | الاتحاد البريدي العالمي                   | ?                    | ?                      |
|             | المركز الدولي لتسوية المنازعات الاستشارية | 16 يوليو 1970        | 2 مايو 1980            |
|             | وكالة ضمان الاستثمار متعدد الأطراف        | 12 أبريل 2007        | 22 أبريل 2008          |
|             | يونسكو                                    | 6 مارس 1947          | 4 نوفمبر 1946          |

## وصلات خارجية
- موقع وزارة الخارجية الليبيرية
- موقع وزارة الخارجية النيوزيلندية